# Куш (Казахстан)
Куш (каз. Күш) — село у складі Єнбекшиказахського району Алматинської області Казахстану. Входить до складу Балтабайського сільського округу.
Населення — 250 осіб (2021; 290 у 2009, 243 у 1999, 266 у 1989).